# Physostegia
Physostegia é um gênero botânico da família Lamiaceae, nativo da América do Norte.

## Espécies
É composto por 31 espécies:
Physostegia aboriginorum
Physostegia angustifolia
Physostegia correllii
Physostegia denticulata
Physostegia digitalis
Physostegia edwardsiana
Physostegia formosior
Physostegia godfreyi
Physostegia granulosa
Physostegia imbricata
Physostegia intermedia
Physostegia latidens
Physostegia ledinghamii
Physostegia leptophylla
Physostegia longisepala
Physostegia louisiana
Physostegia micramona
Physostegia micrantha
Physostegia nivea
Physostegia nuttallii
Physostegia obovata
Physostegia parviflora
Physostegia praemorsa
Physostegia pulchella
Physostegia purpurea
Physostegia serotina
Physostegia speciosa
Physostegia truncata
Physostegia variegata
Physostegia veroniciformis
Physostegia virginiana

## Nome e referências
Physostegia Bentham, 1829